# Ragú

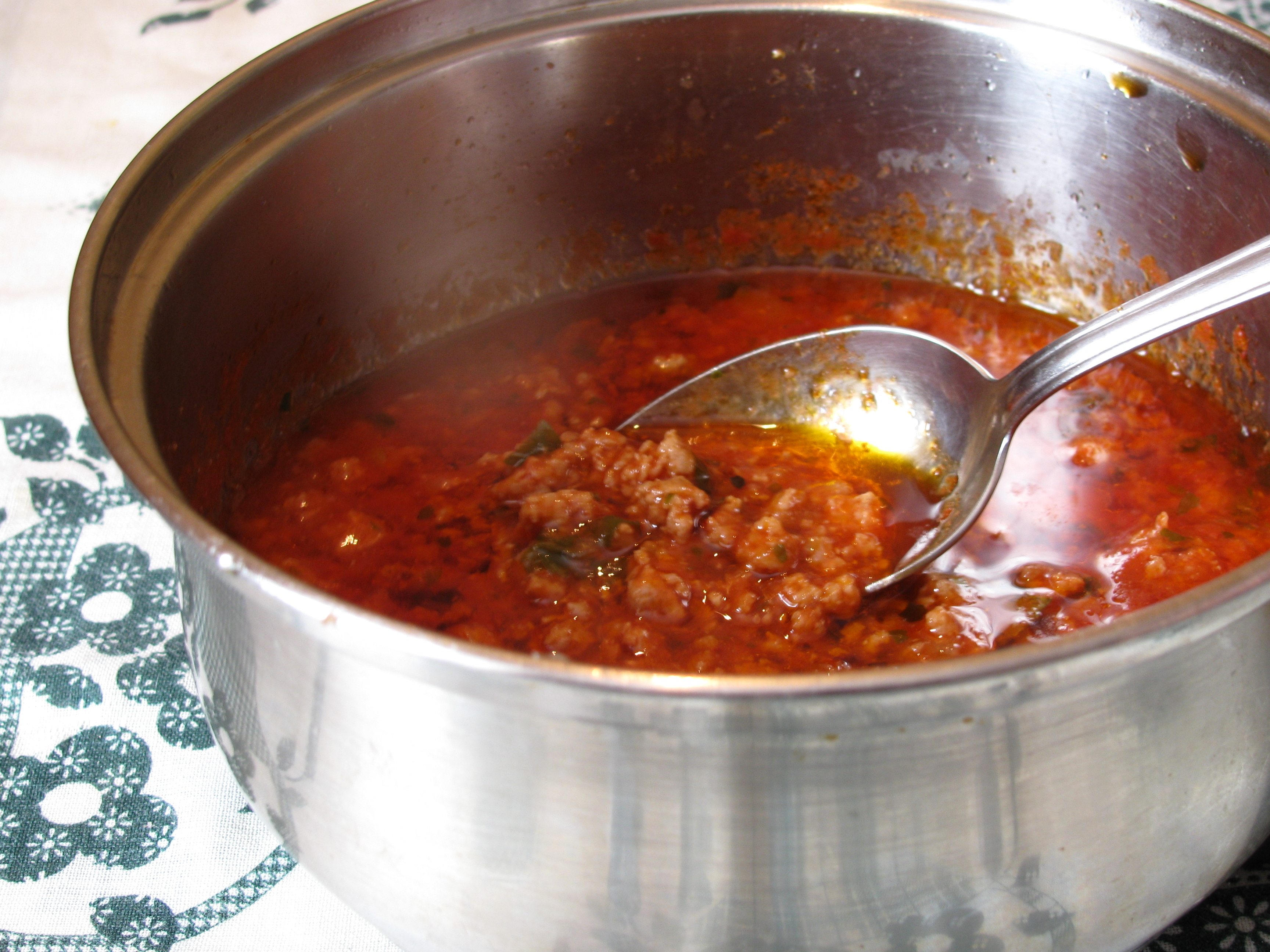
Ragú napolità

El ragú (en italià: ragù) és una mena de minestra o potatge típic de la cuina italiana que consisteix a deixar coure carns –aus, caça, etc.– o peixos en els seus propis sucs en una cassola tapada durant un temps prolongat entre dues i quatre hores, a baixa temperatura.

## Característiques
El resultat final del ragú acostuma a ser una salsa, lligada amb una guarnició aromàtica elaborada amb ingredients trossejats abans de començar la preparació. Es distingeixen dos tipus de ragú depenent de com es posi a coure la carn en un fons fosc o blanc:
- Ragú en fons fosc: la carn s'enrosseix en una matèria grassa –oli, mantega, cansalada, etc.– a la qual s'afegeix farina i es rega amb fumet.
- Ragú en fons clar: el procés és el mateix, però la carn no s'arriba a enrossir, com en el cas del fricassée.

Després d'aquesta operació s'acostuma a barrejar amb diferents verdures escalfades i es cou en salsa de tomàquet més o menys temps.
A la cuina italiana l'ús de ragú és molt freqüent. Els més coneguts són el ragù napoletano, elaborat amb trossos de diverses carns bovines, i el ragù bolognese, amb carn picada de porc, la preparació del qual triga menys. A la gastronomia italiana, el ragú també acostuma a ser una salsa utilitzada per afegir a la pasta i és un ingredient fonamental en la preparació de la lasanya: si es fa servir ragú napolità s'obté la lasanya napolitana, i si s'utilitza el ragú bolonyès s'obté la lasanya bolonyesa.